# 帕爾舒拉姆烏帕齊拉
帕爾舒拉姆乌帕齐拉是孟加拉国吉大港縣的一个乌帕齐拉，位於吉大港专区的費尼縣。。

## 人口
據1991年孟加拉國人口普查，帕爾舒拉姆共有戶數30,989戶，人口176,731人。其中男性佔比51.41%，女性佔比48.59%；成年人口84,659人。該地7歲以上人口之平均識字率為42.7%。